# Sydvägsteklar
Sydvägsteklar (Entomobora) är ett släkte av steklar som beskrevs av Johannes von Nepomuk Franz Xaver Gistel 1857. Sydvägsteklar ingår i familjen vägsteklar.
Släktet innehåller bara arten Entomobora crassitarsis.